# Euthalia djata
Euthalia djata är en fjärilsart som beskrevs av William Lucas Distant 1887. Euthalia djata ingår i släktet Euthalia och familjen praktfjärilar. IUCN kategoriserar arten globalt som livskraftig. Inga underarter finns listade i Catalogue of Life.